# Waterhouses
Waterhouses är en ort och civil parish i Storbritannien.   Den ligger i grevskapet Staffordshire och riksdelen England, i den södra delen av landet, 210 km nordväst om huvudstaden London. Waterhouses ligger 303 meter över havet och antalet invånare är 1 005.
Terrängen runt Waterhouses är varierad. Waterhouses ligger uppe på en höjd. Runt Waterhouses är det ganska tätbefolkat, med 230 invånare per kvadratkilometer. Närmaste större samhälle är Leek, 13,0 km nordväst om Waterhouses. Trakten runt Waterhouses består i huvudsak av gräsmarker.